# Sean Flynn-Amir
Sean Flynn-Amir, eigenlijk Sean Rio Amir, (Los Angeles, 14 juli 1989) is een Amerikaans televisieacteur.

## Filmografie
- Simon Birch (1998)
- According to Spencer (2001)
- The Life of Gaby (2008)

## Televisie
- Sliders (1996)
- Zoey 101 (2005-2008)
- Devious Maids (2014 -)